# Gli arancini di Montalbano
Gli arancini di Montalbano è la seconda raccolta di racconti brevi di Andrea Camilleri con protagonista il commissario Salvo Montalbano.
La raccolta prende il titolo dall'ultimo dei venti racconti e fu pubblicata nel 1999 dalla casa editrice Mondadori. Tre racconti erano stati pubblicati in versione ridotta in precedenza, mentre Il gioco delle tre carte era apparso integralmente su una rivista.

## Racconti

### La prova generale
Attraverso il ladro Orazio Genco, Montalbano si trova catapultato nel bizzarro rituale compiuto ogni notte da due anziani coniugi che, da ex attori, effettuano la prova generale del suicidio di uno alla morte dell'altro. 
Quando Salvo li va a trovare con una scusa gli confidano che sanno di avere poco da vivere, «La grazia sarebbe di morire assieme, nello stesso momento» dice lei «Ma è difficile che ci venga concessa.» Invece, otto mesi dopo, la sorte li accontenterà.

### La povira Maria Castellino
A Boccadasse da Livia, Montalbano viene richiamato in servizio da Fazio e Catarella per risolvere l'omicidio di una prostituta settantenne, Maria Castellino, strangolata nel suo "catojo" per ragioni inspiegabili. La donna infatti era benvoluta da tutti, svolgeva il suo lavoro con dignità e perfino il marito approvava la sua professione. Sarà davvero il gesto di un folle ossessionato dalla morte della moglie?

### Il gatto e il cardellino
A Vigata nell'arco di pochi giorni tre vecchiette vengono assalite da un ladro su una moto nascosto dal suo casco. Il suo modus operandi tuttavia è molto strano: l'uomo infatti spara contro le sue vittime dopo che gli hanno già consegnato la borsetta. Il commissario scoprirà che il ladro sparava a salve solo per creare dei precedenti e allo scopo di uccidere poi veramente una ricca signora. Questa signora però teneva molto a cuore la sorte del suo gatto e del suo cardellino e grazie a loro il commissario scopre come sono in realtà andate le cose.

### Sostiene Pessoa
Giacomo Firetto, delinquente affiliato della mafia, viene ucciso al suo ritorno a casa dopo anni di latitanza. Ma dov'è finito suo padre Antonio? È stato rapito dagli assassini di suo figlio a causa di informazioni segrete? La soluzione sarà molto più semplice.

### Un caso di omonimia
Montalbano, a cena in un'osteria a Palermo, l'antivigilia di Natale, riceve una telefonata da New York, in cui gli viene commissionato un omicidio. Recatosi sul luogo indicato, viene arrestato dai carabinieri, che, risolto l'equivoco, lo accusano di aver fatto saltare un'importante trappola: la signora Cosentino sostiene che il marito la vuole far uccidere, il killer però era morto quella stessa sera, investito da un'auto. In caserma Montalbano richiama New York per essere pagato, e ora potrebbe lasciare la cosa ai Carabinieri ma non ci riesce, questi lo intuiscono e lo seguono. Salvo e il Capitano De Maria arriveranno alle stesse conclusioni e quest'ultimo lo informerà dell'avvenuto arresto, come regalo di Natale.

### Catarella risolve un caso
Il cadavere orrendamente sfigurato di Maria Lojacono, giovane donna con problemi di depressione, viene ritrovato da un pecoraio in una specie di bunker. La donna ha subito abusi, è stata tenuta legata per lungo tempo, ma sua sorella, che se ne occupava, riferisce che è scappata da casa sua tre mesi prima. Dove è stata allora Maria per tutto questo tempo? Sorprendentemente sarà Catarella a fornire la soluzione del caso.
In questo racconto, l'agente Catarella chiede una sigaretta a Montalbano, mentre nel racconto Il quarto segreto della raccolta La paura di Montalbano, sempre di Camilleri, quando il commissario offre una sigaretta a Catarella, questi inizia a tossire, facendo capire che non fuma e ha accettato la sigaretta solo per rispetto.

### Il gioco delle tre carte
Inizia male la giornata di Montalbano. Piove, la macchina fa le bizze nel partire e il tergicristallo è rotto. Per di più arriva in commissariato in ritardo a causa di un funerale che intralcia la strada. Ma è proprio la morte, apparentemente accidentale, del defunto protagonista delle esequie che diventerà un caso risolto dal Commissario. Il suo assassino sarà scoperto grazie ad un'illuminazione dovuta al... gioco delle tre carte.

### Pezzetti di spago assolutamente inutilizzabili
Il ragionier Ettore Ferro conserva scrupolosamente in casa qualunque cosa, accuratamente riposta in scatoloni e botti. Un giorno subisce un furto singolare: sparisce da casa sua uno scatolone pieno di tappi di birra del 1997. La soluzione avrà a che fare con il traffico di droga.

### Referendum popolare
Una mattina per le strade di Vigata vengono affissi dei manifesti in cui si invita la gente a votare per decidere se la signora Eleonora Briguccio sia una prostituta. Il caso si complica quando il signor Briguccio, svergognato agli occhi del paese, fa una scenata in municipio e poi spara contro il suo vicino di casa Carlo Manifò, apparentemente l'amante di Eleonora. Grazie a Mimì Augello, Montalbano smaschererà il contorto piano del vero responsabile.

### Montalbano si rifiuta
Una sera Montalbano, di ritorno a casa dopo una dura giornata di lavoro, assiste al rapimento di una ragazza per mano di due uomini. Dopo aver seguito i rapitori, Montalbano scopre che la ragazza è stata brutalmente uccisa e mutilata e che i due uomini la stanno cucinando. Il finale si rivelerà ironico e inaspettato giacché il commissario, rompendo la quarta parete, parlerà al telefono con l'autore,  chiedendogli di uscire dalla storia, non sentendola adatta a lui per l'estrema violenza.

### Amore e fratellanza
Enea Silvio Piccolomini, cieco e invalido, muore per esalazioni di gas. Ma la causa del decesso non è un errore dell'uomo, bensì un vero e proprio omicidio. "Non si uccidono i poveri diavoli" pensa Montalbano citando Simenon e seguendo la pista giusta risolverà brillantemente un altro caso.
L'insolito nome della vittima deriva dall'essere nipote ed omonimo di uno dei numerosi trovatelli ai quali, a fine Ottocento, erano stati messi nomi altisonanti o ridicoli a causa del discutibile senso dell'umorismo di un dirigente comunale ispirato ad un personaggio reale che Camilleri cita anche ne Il Gioco Della Mosca.
L'autore commise un piccolo errore nella scrittura. Il protagonista infatti muore "intossicato" a causa del gas GPL delle bombole, che invece è infiammabile ma non tossico. A seguito della segnalazione di un ingegnere dei vigili del fuoco di Napoli, Camilleri si corresse nella realizzazione di Il senso del tatto, l'episodio della serie televisiva Il commissario Montalbano tratto dal racconto, in cui il protagonista muore non più per le esalazioni del gas ma per l'eccessivo dosaggio di un sonnifero.

### Sequestro di persona
L'anziano contadino Consolato Damiano trova un biglietto con una richiesta d'aiuto in un bùmmolo, un recipiente di creta, acquistato al mercato. Montalbano cerca di indagare sul burbero proprietario della bancarella e scoprirà qualcosa di inaspettato.

### Stiamo parlando di miliardi
Il commendator Pagnozzi muore in un incidente stradale con sua moglie Stefania. Gli sportelli della macchina appaiono manomessi e Montalbano si avvale della sua amica Ingrid per provare che la morte dei Pagnozzi non è stata un banale incidente, ma un omicidio architettato da una mente avida.

### Come fece Alice
La signora Giulia Tarantino afferma di non vedere suo marito Giovanni, truffatore incallito, da quando si è dato latitante, ma la polizia non crede alle parole della donna, giovane e bellissima. Solo Montalbano smaschererà l'astuta signora Tarantino, cercando la soluzione dietro uno specchio.

### La revisione
Montalbano si sveglia presto, quasi prima dell'alba.
Ancora non è la bella stagione.
Dalla veranda di Marinella vede un'anziana figura maschile, vestita di nero, che passeggia sull'arenile. Pare che il misterioso signore stia taliàndo verso di lui, come fosse venuto per incontrarlo, ma non ne avesse il coraggio.
Passeggerà per molte mattine, fino a quando Montalbano, dopo molte titubanze, romperà il ghiaccio e da lì sarà coinvolto nella drammatica storia di una tardiva crisi di coscienza di un integerrimo vecchio giudice.

### Una brava fìmmina di casa
A casa della signora Clementina Vasile-Cozzo, Montalbano conosce Simona Minescu, 
il cui padre è stato assassinato durante un viaggio parrocchiale a Roma. Simona racconta tutte le sue ricerche e deduzioni a Montalbano che alla fine, impressionato, si rivolge a lei con un "egregio collega" e le promette che insieme ce la faranno a fare giustizia.

### "Salvo amato..." "Livia mia..."
In uno scambio di lettere, Montalbano risolverà a distanza l'omicidio di una riservatissima amica di Livia. Si tratta di una rivisitazione romanzata e non esplicita dell'assassinio di Simonetta Ferrero, avvenuto nel 1971 e passato alle cronache come il "delitto della Cattolica".

### La traduzione manzoniana
Questo matrimonio non s'ha da fare! È il messaggio che sembra voler dare qualcuno che a più riprese se la prende con la bacheca delle pubblicazioni matrimoniali del Comune. Tra il serio e il grottesco, Montalbano scoprirà che una storia d'amore è nata in un contesto pericoloso. Dopo varie ricerche tra le sei coppie di sposi promessi, sarà infine individuata una bella sposa che nasconde le minacce di un suo triste passato. Salvo con l'aiuto di Fazio riuscirà però con un provvidenziale intervento a farle coronare il suo sogno d'amore e di riscatto.

### Una mosca acchiappata al volo
Il Preside in pensione Burgio, amico di lunga data del Commissario, lo invita ad una cena un po' particolare: c'è un suo cugino commensale che nasconde una storia personale drammatica di una pesante condanna per assassinio. A dispetto della reticenza di quest'ultimo, e forse stimolato proprio da questa, Montalbano si fa raccontare dal preside il retroscena di quella strana cena. Indagando scopre i veri colpevoli di un omicidio di venticinque anni prima, ma non potrà ormai assicurarli alla Giustizia. Di fronte alle sofferenze di una vita distrutta dietro delle sbarre a nulla serve la dimostrazione di innocenza ma ciò che lascia perplesso Montalbano è la constatazione che l'innocente omicida si è comportato come una mosca acchiappata al volo che ha consapevolmente e passivamente accettato senza reazione il tragico ruolo predestinato di vittima sacrificale.

### Gli arancini di Montalbano
Quest'ultimo caratteristico racconto dà il nome all'intera raccolta. Siamo a fine anno e il commissario riceve inviti da ogni parte per il cenone di Capodanno. Dopo aver discusso con la fidanzata Livia e essersi rifiutato di andare a casa dei colleghi, rimane a Vigata con l'intenzione di accettare invece l'invito di Adelina, la signora che gli prepara i pranzi e gli sistema la casa, e dei suoi deliziosi arancini, tra l'altro contenta di poter festeggiare la fine dell'anno con i due figli che sono contemporaneamente ed eccezionalmente fuori di prigione. Pasquale, uno dei figli di Adelina, è tuttavia sospettato di furto in un supermercato di Montelusa. Gli inquirenti, infatti, sembrano aver trovato il suo portafoglio sul luogo del furto. Montalbano è amareggiato più per il fatto che non potrà gustare gli arancini, che per la cattura di Pasquale. Contattato il delinquente, Montalbano riesce a gettare luce, con i suoi soliti trucchi da commissario astuto, sulla vicenda. Il furto è stato compiuto in realtà da un'altra banda di malviventi, ed il povero Pasquale stavolta non c'entra davvero nulla. Una telefonata anonima agli inquirenti risolverà la faccenda e salverà la cena di Capodanno di Montalbano e quindi l'occasione di poter assaporare i prelibati arancini di Adelina.

## Edizioni
- Gli arancini di Montalbano, Collana Scrittori italiani e stranieri, Milano, Arnoldo Mondadori Editore, 1999,  p. 339, ISBN 88-04-46972-2. - Edizione speciale con immagini di Ferdinando Scianna, Mondadori, 2006.
- Gli arancini di Montalbano, Collana La memoria, Palermo, Sellerio, 2018, ISBN 978-88-3893-851-1.